# トゥルー・カラーズ (映画)
『トゥルー・カラーズ』（原題：True Colors）は、1991年に公開されたアメリカ映画。ハーバート・ロス監督、ジョン・キューザック、ジェームズ・スペイダー出演。リチャード・ウィドマークが俳優として出演した最後の映画作品である。

## ストーリー
バージニア大学法律学校で出会った下層階級出身のピーター・バートンと名家出身のティム・ゲリティは親友になる。大学が休みになり、ピーターはティムにロンドンに行くと嘘をつき、ひとり大学の図書館でスタイルズ家について調べていた。そして大晦日、ティムからスタイルズ家のパーティに招かれたピーターは、パーティでジェームズ・スタイルズ上院議員と知り合う。

## キャスト
※括弧内は日本語吹替
- ピーター・バートン - ジョン・キューザック（中原茂）
- ティム・ゲリティ - ジェームズ・スペイダー（家中宏）
- ダイアナ・スタイルズ - イモジェン・スタッブス（井上喜久子）
- ジョン・パルメリ - マンディ・パティンキン（曽我部和恭）
- ジェームズ・スタイルズ上院議員 - リチャード・ウィドマーク（大塚周夫）
- ジョーン・スタイルズ - ダイナ・メリル
- フランク・スチューベンス上院議員 - フィリップ・ボスコ（筈見純）
- ジョン・ローリー - ポール・ギルフォイル（星野充昭）
- FBI捜査官アバーナシー - ブラッド・サリヴァン（吉水慶）

## スタッフ
- 監督：ハーバート・ロス
- 製作：ローレンス・マーク、ハーバート・ロス
- 製作総指揮：ジョセフ・M・カラシオロ
- 脚本：ケヴィン・ウェイド
- 撮影：ダンテ・スピノッティ
- 音楽：トレヴァー・ジョーンズ
- 編集：ロバート・M・ライターノ、スティーヴン・A・ロッター